# Rupéreux
Rupéreux ist eine französische Gemeinde im Département Seine-et-Marne in der Île-de-France. Sie gehört zum Kanton Provins im gleichnamigen Arrondissement. Sie grenzt im Nordwesten an Champcenest, im Norden an Les Marêts, im Nordosten an Augers-en-Brie, im Osten und im Süden an Voulton und im Westen an Courchamp.

## Bevölkerungsentwicklung
| Jahr      | 1962 | 1968 | 1975 | 1982 | 1990 | 1999 | 2008 | 2014 |
| --------- | ---- | ---- | ---- | ---- | ---- | ---- | ---- | ---- |
| Einwohner | 74   | 89   | 62   | 75   | 76   | 74   | 98   | 102  |